# Campeonato Mundial de Ciclismo en Ruta de 1967
Los Campeonatos del mundo de ciclismo en ruta de 1967 se celebró en la localidad neerlandesa de Heerlen del 31 de agosto y 3 de septiembre de 1967.

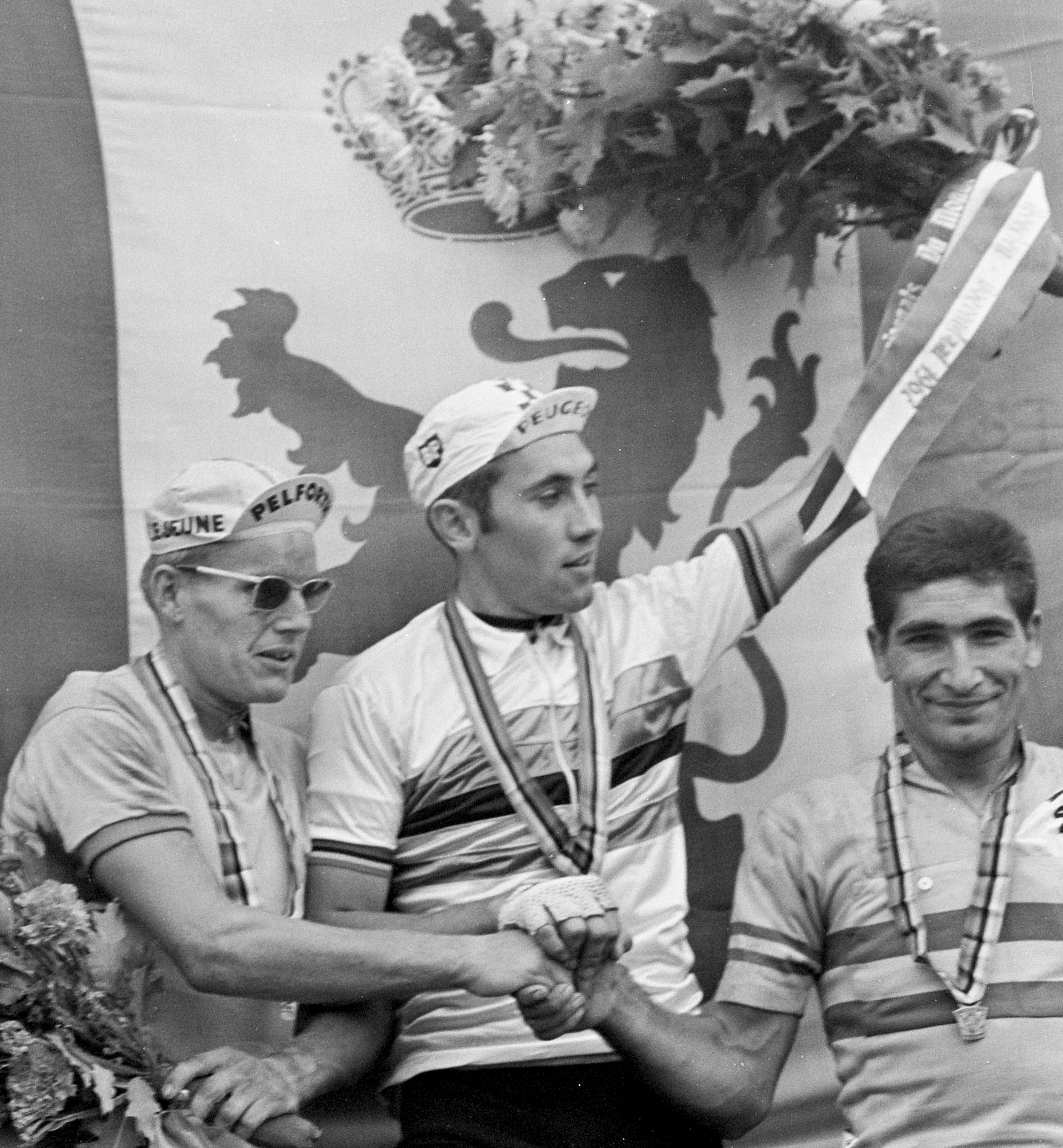
Jan Janssen, Eddy Merckx, Ramón Sáez Marzo en pódium final del Mundial de 1967

## Resultados
| Evento                     | Oro                                                                               | Oro         | Plata                                                                    | Plata    | Bronce                                                                        | Bronce   |
| -------------------------- | --------------------------------------------------------------------------------- | ----------- | ------------------------------------------------------------------------ | -------- | ----------------------------------------------------------------------------- | -------- |
| Pruebas masculinas         |                                                                                   |             |                                                                          |          |                                                                               |          |
| Hombres - carrera en línea | Eddy Merckx · Bélgica                                                             | 6 h 44' 42" | Jan Janssen · Países Bajos                                               | m.t.     | Ramón Sáez                                                                    | m.t.     |
| Contrerreloj por equipos   | Suecia · Erik Pettersson · Gösta Pettersson · Sture Pettersson · Tomas Pettersson | -           | Dinamarca Werner Blaudzun Joergen Hansen Leif Mortensen Henning Pedersen | -        | Italia · Lorenzo Bosisio · Benito Pigato · Vittorio Marcelli · Flavio Martini | -        |
| Amateur - carrera en línea | Graham Webb Reino Unido                                                           | 4h 58' 43"  | Claude Guyot Francia                                                     | -        | René Pijnen · Países Bajos                                                    | -        |
| Pruebas femeninas          |                                                                                   |             |                                                                          |          |                                                                               |          |
| Mujeres - carrera en línea | Beryl Burton Reino Unido                                                          | 1h 26' 30"  | Liubov Zadorózhnaya Unión Soviética                                      | + 1' 47" | Anna Konkina Unión Soviética                                                  | + 5' 47" |